# Ocrepeira albopunctata
Ocrepeira albopunctata là một loài nhện trong họ Araneidae.
Loài này thuộc chi Ocrepeira. Ocrepeira albopunctata được Władysław Taczanowski miêu tả năm 1879.